# Beobank-Corendon/2017
Deze pagina geeft een overzicht van de Beobank-Corendon-wielerploeg in 2017.

## Algemene gegevens
Sponsors: Beobank, Corendon
Algemeen manager: Philip Roodhooft
Ploegleiders: Marc Dierickx, Christoph Roodhooft, Adrie van der Poel
Fietsmerk: Stevens
Kleding: Craft
Kopman: Mathieu van der Poel

## Renners
| Naam                 | Geboortedatum | Nationaliteit       | Ploeg 2016          | Opmerking   |
| -------------------- | ------------- | ------------------- | ------------------- | ----------- |
| Wietse Bosmans       | 30-12-1991    | België              |                     | Tot 27/04   |
| Stijn Caluwe         | 29-01-1996    | België              |                     |             |
| Kevin Cant           | 11-03-1988    | België              |                     |             |
| Jens Dekker          | 13-12-1998    | Nederland           |                     |             |
| Daan Hoeyberghs      | 18-09-1994    | België              |                     |             |
| Tom Meeusen          | 07-11-1988    | België              | Telenet-Fidea Lions | Vanaf 25/04 |
| Marcel Meisen        | 08-01-1989    | Duitsland           | Steylaerts-Verona   | Zomer       |
| Adam Ťoupalík        | 09-05-1996    | Tsjechië            |                     |             |
| Ben Turner           | 28-05-1999    | Verenigd Koninkrijk | Neo                 | Vanaf 01/09 |
| Toon Vandebosch      | 19-06-1999    | België              | Neo                 | Vanaf 01/09 |
| David van der Poel   | 15-06-1992    | Nederland           |                     |             |
| Mathieu van der Poel | 19-01-1995    | Nederland           |                     |             |
| Gianni Vermeersch    | 19-11-1992    | België              | Steylaerts-Verona   | Zomer       |
| Philipp Walsleben    | 19-11-1987    | Duitsland           |                     |             |

## Overwinningen op de weg
| Ronde van België 2e etappe: Mathieu van der Poel Boucles de la Mayenne 2e etappe: Mathieu van der Poel 3e etappe: Mathieu van der Poel Eindklassement: Mathieu van der Poel Slag om Norg Gianni Vermeersch Dwars door het Hageland Mathieu van der Poel |

Mannen: 2009 · 2010 · 2011 · 2012 · 2013 · 2014 · 2015 · 2016 · 2017 · 2018 · 2019 · 2020 · 2021 · 2022 · 2023 · 2024 · 2025
Vrouwen: 2020 · 2021 · 2022 · 2023 · 2024 · 2025